# Tomasz Bandrowski
Tomasz Bandrowski (18 de setembre de 1984, Zabrze, Polònia) és un futbolista polonès que juga de volant. També ha jugat com a internacional amb la selecció polonesa en 7 partits.

## Clubs de futbol
| Club                              | País     | Any       |
| --------------------------------- | -------- | --------- |
| Energie Cottbus                   | Alemanya | 2003-2008 |
| Lech Poznań                       | Polònia  | 2008-2011 |
| Jagiellonia Białystok             | Polònia  | 2012-2014 |
| Jagiellonia II Białystok (cessió) | Polònia  | 2013-2014 |